# Ленцов, Александр Иванович
Александр Иванович Ленцов (род. 20 декабря 1956, Холмская, Краснодарский край) — советский и российский военачальник. Заместитель Главнокомандующего Сухопутными войсками (июль 2013 — 22 января 2020), генерал-полковник (2014). Заместитель командующего Воздушно-десантными войсками (2009—2013). Советник Министра обороны Российской Федерации с 22 января 2020 года.

## Биография
Родился 20 декабря 1956 года в станице Холмская Абинского района Краснодарского края. По окончании средней школы поступил в Рязанское высшее воздушно-десантное командное училище им. Ленинского комсомола, которое окончил в 1978 году.
Проходил службу в должности командира взвода 80-й отдельной разведывательной роты 103-й воздушно-десантной дивизии. В 1979 году прибыл в Афганистан. С 1980 по 1982 годы — инструктор по воздушно-десантной подготовке, командир 80-й отдельной разведывательной роты. За 2 года командования разведгруппой не потерял ни одного бойца и выполнил ряд чрезвычайно важных заданий. В 1982 году назначен на должность командира разведывательной роты 234-го парашютно-десантного полка, с 1982 по 1983 годы — начальник штаба парашютно-десантного батальона 234-го парашютно-десантного полка. С 1983 по 1986 год — командир батальона 234-го парашютно-десантного полка.
С 1986 по 1989 год — слушатель Военной академии имени М. В. Фрунзе. С 1989 по 1990 год — начальник штаба 137-го гвардейского парашютно-десантного Кубанского казачьего полка. С 1990 по 1993 год — командир 331-го гвардейского парашютно-десантного полка.
С 1993 года — заместитель командира 104-й  гвардейской воздушно-десантной дивизии, спустя три года — командир 98-й гвардейской воздушно-десантной Свирской дивизии, которой командовал до 2009 года. Участвовал в Боснийской войне (как командир подразделения российских миротворцев в Боснии), также участвовал в обеих Чеченских войнах и в войне в Грузии 2008 года.
В 2008 году окончил Высшие академические курсы при Военной академии Генерального штаба Вооружённых сил Российской Федерации.
С 5 августа 2009 — заместитель командующего Воздушно-десантными войсками. 13 декабря 2011 присвоено воинское звание генерал-лейтенант.
31 июля 2013 года указом Президента России Владимира Путина назначен заместителем Главнокомандующего Сухопутными войсками Российской Федерации.
В ходе войны на востоке Украины в сентябре—декабре 2014 года и весной 2015 возглавлял группу российских военнослужащих в совместном российско-украинском центре по контролю и координации вопросов о прекращении огня в Соледаре и в Дебальцево Донецкой области Украины. В ходе войны трижды попадал под обстрелы: в аэропорту Донецка, по дороге в Широкино и под Горловкой.
В августе 2015 года штаб украинского АТО заявил, что приезд генерала Ленцова в начале августа в Донбасс связан с обострением ситуации на линии соприкосновения. Сам он заявил, что находится в Астраханской области. В конце августа Служба безопасности Украины заявила, что генерал Ленцов занимается координацией действий двух армейских корпусов российских войск в Донбассе. В сентябре 2015 года включён в санкционный список Украины в связи с «российской вооруженной агрессией».
13 декабря 2014 года присвоено звание генерал-полковник.
15 февраля 2016 года избран президентом Международной федерации танкового биатлона.
22 января 2020 года указом Президента России освобождён от должности заместителя Главнокомандующего Сухопутными войсками и назначен советником Министра обороны Российской Федерации.
Участник Военной операции России в Сирии, в 2016 году — заместитель командующего по комендатурам группировки Вооружённых сил Российской Федерации в Сирии.
С 25 апреля по 3 сентября 2023 года — командующий Российским миротворческим контингентом в Нагорном Карабахе.
Женат, есть сын.

## Награды
Российская Федерация
- Орден «За заслуги перед Отечеством» IV степени
- Орден Мужества
- Орден «За военные заслуги»
- Медаль «Генерал армии Маргелов»
- Медаль «200 лет Министерству обороны»
- Медаль «Участнику военной операции в Сирии»

СССР
- Орден Красной Звезды
- Орден «За службу Родине в Вооружённых Силах СССР» II степени
- Орден «За службу Родине в Вооружённых Силах СССР» III степени
- Юбилейная медаль «70 лет Вооружённых Сил СССР»
- Медаль «За безупречную службу» I степени
- Медаль «За безупречную службу» II степени
- Медаль «За безупречную службу» III степени

Иностранные награды
- Офицер ордена «Легион почёта» (США)[источник не указан 665 дней]